# Phasia barbifrons
Phasia barbifrons là một loài ruồi trong họ Tachinidae.